# Bahadır Yenişehirlioğlu
Bahadır Yenişehirlioğlu, né le 26 janvier 1962 à Manisa, est un acteur turc. 

## Filmographie
- 2017 : Payitaht: Abdülhamid : Tahsin Paşa